# شفيق ارشيدات
شفيق ارشيدات أو شفيق الرشيدات (19 كانون أول 1918 - 19 كانون أول 1978) هو سياسي، وأستاذ تربوي، وكاتب، ومحامي وصحفي أردني من إربد. اشتهر بنضاله ومكافحته ضد الإحتلال الصهيوني ووعد بلفور واتفاقية سايكس بيكو. اتهم عدة مرات بقضايا سياسية وتم زجه في السجن مرتان في عامي 1937 و1955. تم إشهار فيلم وثائقي يجسد حياته وتم إنشاء مدرسة ومسجد وشارع باسمه لما قدمه للمجتمع الأردني.
استلم عدة حقائب وزارية ودخل في عضوية العديد من الجمعيات البارزة وكان عضو في مجلسي النواب والأعيان. وهو مؤسس اتحاد المحامين العرب عام 1944 في القاهرة وكان أمين عام عليه حتى وفاته.

## نشأته
ولد شفيق ارشيـدات في اربد لأسرة فلاحية تعمل في الزراعة وتربية الماشية، في كانون أول من عام 1918 في الدولة العربية السورية، والتي أعلنها فيصل الأول في كل أجزاء بلاد الشام بعد انتهاء الحرب العالمية الأولى.
تعلم القراءة والكتابة وختم القرآن الكريم في كتاتيب إربد، وأكمل الدراسة الابتدائية المتوسطة في مدرسة اربد عام 1936، وانهى دراسته الثانوية سنة 1938 في مدرسة السلط الثانوية.

## نضاله
كان شفيق ارشيدات وأصدقائة في مدرسة السلط معروفين بالاحتجاجات والمظاهرات ضد الإحتلال الصهيوني ووعد بلفور واتفاقية سايكس بيكو، ففي عام 1929 اشترك الرشيدات في أول مظاهرة وصدام مع البوليس في إربد كانت قد نظمته المعارضة احتجاجا على المعاهدة الأردنية البريطانية، وعلى انتخابات المجلس التشريعي الأول الذي كون بهدف تصديقها.
وفي الثلاثينات انضم إلى شباب المؤتمر الوطني الأردني المعارض وتبنى شعاراته وناضل مع رفاقه من أجل أهدافه التي كانت تتلخص كما يلي:
- رفض الانتداب البريطاني على الأردن، ورفض وعد بلفور بإنشاء الوطن القومي اليهودي في فلسطين. والتأكيد على أن الأردن دولة عربية مستقلة، وذات سيادة وحكم دستوري قائم على مبدأ الشعب مصدر السلطات، واعتبار كل تشريع أو إجراء أو اتفاق أو امتياز غير صادر عن مجلس نيابي منتخب وحكومة دستورية مسؤولة أمامه غير ملزم للشعب الأردني إذا كان ضاراً بمصالحه الوطنية وحقوقه الأساسية.

وفي عام 1937 كون الرشيدات مع عدد من الأشخاص في جمعية الحرية الحمراء لمناصرة الثورة الفلسطينية آنذاك وتطبيق مبدأ منـع التعامل مع اليهود الصهيونيين، واضطرت الجمعية تنفيذا لأهدافها للقيام ببعض أعمال العنف ضـد بعض المسؤولين وبعض التجار المتعاملين مع التجار اليهود الأمر الذي ادى إلى اعتقالهم بعدة تهم والحكم عليهم وعلى بعض الأخوان المناصرين له جنائيا بالسجن ثلاثة أشهر باعتبارهم أحداثا.
وفي عام 1938-1939 الدراسي التحق بكلية الحقوق في جامعة دمشق وفي نهاية عام 1941 تخرج منها وحصل على شهادة ليسانس الحقوق.
داوم في دمشق في حلقة الدكتور محمد صبحي أبو غنيمة، وداوم الاستاذ الرشيدات في حلقة زكي الأرسوزي رئيس حركة أبناء الإسكندرونة التي اقطتعتها تركيا من سوريا، وداوم أيضا في حلقة الاستاذ عبد القادر إسماعيل المناضل العراقي وأسرة الطليعة والأهالي وداوم في حلقة الاستاذ ميشيل عفلق وشلة الطاحونة الحمراء ثم داوم في عصبة العمل القومي للتنظيم القومي الوحيد آنذاك. وكانت كلها حلقات فكرية ووطنية وقومية، تناقش الأوضاع العربية وتدرس وسائل الخروج من هذه الأوضاع إلى الأفضل، ففيها المؤمن بالثورة المسلحة والممارس والداعي لها كحل أفضل وأسرع، وفيها المؤمن بالتنظيم القومي والنضال من أجل الحرية والوحدة، وفيها المؤمن بالممارسة كسبيل وحيد للخروج بالأمة مما هي فيه إلى ما تصبو إليه.

## عمله
في عام 1941 حصل على إجازة المحاماة في إمارة شرق الأردن وعمل في المحاماة في اربد ومارس العمل الوطني والاجتماعي، وكان من المثقفون القلة في الأردن، أسس نادي اليرموك الثقافي والرياضي وكان أول نادٍ في اربد، جمع شباب المدينة ووحد نشاطاتهم الفكرية والثقافية والرياضية وأثار اهتماماتهم الوطنية والسياسية.
وبعدها حاول واخوانه السيطرة على بلدية إربد، وهي عالمهم آنذاك ففاز مع قائمة من الشباب باغلبية مقاعد المجلس عام 1945 وكانت المعركة ضد أقاربهم التقليدين لهذا المجلس، ومهما كان هذا الأمر ضعيفاً فقد كسر الجليد والتقاليد وكان اشبه بثورة فتحت عيون السلطة والجيل القديم على تحركهم.
وفي عام 1944 كان أحد مؤسسي حزب اللجنة التنفيذية للمؤتمر الأردني الذي لم يعمر طويلا بسبب سحب السلطة لاعضائه الواحد تلو الآخر ثم تصفيته وموته.
وفي عام 1946 واثناء عضويته للمجلس سجن مع عدد من المحامين والمشاركين بموجب قانون منع الجرائم وتم نفيهم إلى الجنوب وكان نصيبه مدينة الطفيلة لمدة ستة أشهر، وذلك بسبب المطالب الوطنية التي قدمها والتي اعتبرت مسّاً بالمقامات الحكومية العليا.
وفي عام 1947 وفي أول انتخابات نيابية على درجة واحدة انتخب نائبا عن محافظة إربد واختير مقررا للجنة القانونية في مجلس النواب وتولى مع زميله عبد الحليم الحمود نائب السلط المعارضة الوطنية.
وفي عام 1949 كان أحد مؤسسي الحزب العربي الأردني الذي تزعمه محمد صبحي أبو غنيمة والذي كان يعتبر امتدادا قوميا للحزب العربي الفلسطيني آنذاك. وكان ضمن مؤسسيه سليمان النابلسي وعدد من الشخصيات الوطنية الأردنية، وعلى الرغم من رفض السلطة الترخيص لهذا الحزب الا انه استمر في الأردن ثم انتقل نشاطه إلى دمشق حتى حله هناك.
وفي عام 1950 كان أحد مؤسسي الجبهة الوطنية مع سليمان النابلسي وعدد من الوطنيين. وعلى الرغم من عدم موافقة السلطات على الطلب استمر العمل الجبهوي في الأردن حتى عام 1954 عندما اصدر فوزي الملقي قانون الاحزاب الديمقراطي، وكانت أهداف هذه الاحزاب وغيرها في الأردن آنذاك مقاومة الدستور الأردني لعام 1946، والمعاهدة الأردنية البريطانية، ووعد بلفور والهجرة اليهودية، والنضال من أجل دستور ديمقراطي وحكومة ديمقراطية منبثقة عن الشعب ومسؤولة أمام مجلس منتخب، وإطلاق الحريات العامة والغاء المعاهدة.
وفي عام 1950 بعد حل مجلس النواب الأول انتخب مرة أخرى نائبا عن محافظة اربد في المجلس المشترك بين ممثلي الضفة الغربية والضفة الشرقية، وكان في صفوف المعارضة الوطنية التي تضاعف عددها بعد وحدة الضفتين. 
عمل الاستاذ شفيق الرشيدات في هذه الفترة ومنـذ عام 1946 في الصحافة إلى جانب النيابة والمحاماة ومحرراً في مجلة الرائد التي إصدرها أمين أبو الشعر، وحرر في صحيفة العهد التي اصدرها سليمان النابلسي، وحرر في صحيفة الوفاء التي اصدرها صبحي زيد الكيلاني. وفي عام 1949 اصدر مجلة الميثاق وكان صاحبها ورئيس تحريرها.
وفي الانتخابات العامة الجديدة عام 1951 أعلن فشله في هذه الانتخابات بعملية تزوير مفضوحة كشفت امام محكمة العدل العليا، اشترك في ترتيبها جون باغوت غلوب «غلوب باشا» و‌توفيق أبو الهدى رئيس الوزراء ونفـذها متصرف اربد بالوكالة الذي كوفئ بتعيينه متصرفا.
وفي عام 1952 انتخب نقيباً للمحامين في الأردن. خلفاً للنقيب الأول المؤسس عبد اللطيف صلاح.
وفي عام 1953-1954 اختير وزيرا للعدل والمواصلات في حكومة فوزي الملقي.
وفي عام 1954 أسس الحزب الوطني الاشتراكي وكان أحد أعضاء لجنته المركزية.. وفي عام 1954 كان أيضا أحد مؤسسي جمعية الصحفيين الأردنيين وانتخب مشرفاً عليها.
وفي تشرين أول عام 1954 اسقط مع كل ممثلي المعارضة في الانتخابات النيابية العامة المشهودة في عملية تزوير مسلحة دبرها أبو الهدى وفي المظاهرات الصاخبة التي قامت ضد هذا التزوير في كل مدن المملكة سقط كثير من القتلى والجرحى في عمان وإربد. وقد اتهم آنذاك بالتحريض وبمحاولة قتل، وسجن عدة أشهر في سجن اربد ثم حول إلى المحاكمة أمام محكمة عسكرية واستمرت محاكمته حتى حفظت القضية بالعفو العام.
وفي عام 1955 اشترك في مقاومة حلف بغداد وقاد مع أعضاء الحركة الوطنية المظاهرات الشعبية في إربد وعمان واعتقلوه آنذاك في سجن عمان واستمر اعتقالهم حتى استقالة الحكومة وإعلان حـل مجلس نواب.
وفي عام 1956 انتخب نائبا عن محافظة اربد ثم نفس العام اشترك بالحكومة الوطنية التي مكنت سليمان النابلسي بتأليفها بعد فوز الحزب الوطني الاشتراكي بالاغلبية البرلمانية وكان وزيرا للعدل والتربية والتعليم، وهي أول حكومة برلمانية يشكلها ائتلاف المعارضة الأردنية.
وفي نهاية 1963 انتخب امينا عاما لاتحاد المحامين العرب لمدة أربع سنوات وانتقل إلى القاهرة، حيث مركز الاتحاد وقد جدد انتخابه أربع مرات إلى ان توفاه الله في عام 1978، رغم صدور العفو العام الأردني وشموله به في نيسان 1965.
وفي عام 1970 انتخب نائبا لرئيس رابطة الحقوقييـن الديمقراطين العالمية، وجدد انتخابه حتى وفاته. ثم انتخب رئيسا للجنة القانونية في الجامعة العربية لمدة سنتين، وفي نفس العام اصدر مجلة الحق عن اتحاد المحامين العرب بالقاهرة وكان رئيس تحريرها ولا تزال تصدر حتى الآن. ومنذ عام 1967 وحتى عام 1978 شغل مركز رئيس لجنة الدفاع عن الفدائييـن الفلسطينيين في البلاد الأجنبية، ومركز الأمين العام للجنة الدفاع عن الحريات العامة وسيادة القانون في الوطن العربي.

## مؤلفاته
منذ سنة 1957 وحتى وفاته أصدر الكتب التالية:
- فلسطين تاريخا وعبرة ومصيرا، وقد طبع هذا الكتاب مرتين.
- عربستان الجزء العربي المغتصب.
- العدوان الصهيوني والقانون الدولي.
- الطريق الصحيح للحل العادل في الشرق الأوسط. وقد صدر هذا الكتاب باللغتين الإنكليزية والعربية.
- المقاومة الفلسطينية وحتى تقرير المصير.
- القضية الفلسطينية والقانون الدولي.
- نظام الحكم الاستعماري.
- الحريات والقانون.
- الأوضاع القانونية ليهود البلاد العربية. وقد ترجم هذا الكتاب باللغتين الإنجليزية والفرنسية.
- الحريات العامة وسيادة القانون في الوطن العربي.